# Goepfert Bluff
Die Goepfert Bluff ist ein Felsenkliff an der Walgreen-Küste des westantarktischen Marie-Byrd-Lands. Auf der Bear-Halbinsel ragt es am östlichen Ende des Grimes Ridge oberhalb der Zunge des Holt-Gletschers auf.
Der United States Geological Survey kartierte das Kliff anhand von Luftaufnahmen der United States Navy aus dem Jahr 1966. Das Advisory Committee on Antarctic Names benannte es 1977 nach Leutnant Eric R. Goepfert, Leiter der Winterabordnung der Unterstützungseinheiten der US Navy in Antarktika auf der McMurdo-Station im Jahr 1976.